# Рамбюто (станция метро)
Рамбюто (фр. Rambuteau) — станция линии 11 Парижского метрополитена, расположенная на границе III и IV округов Парижа. Названа по рю Рамбюто, получившей своё имя по фамилии государственного деятеля Клода Филибьера Бартело де Рамбюто.

## История
- Станция открыта 28 апреля 1935 года в составе первого пускового участка линии 11 Шатле — Порт-де-Лила.
- Пассажиропоток по станции по входу в 2011 году, по данным RATP, составил 4 491 306 человек[2]. В 2013 году этот показатель незначительно вырос и составил 4 498 414 пассажиров, с ним станция Рамбюто замыкала первую сотню станций Парижского метро по этому показателю[3].

## Достопримечательности
Поблизости от станции метро располагаются Музей искусства и истории иудаизма, музей современного искусства, Центр Жоржа Помпиду, и Жардин Анн-Франк.

## Галерея

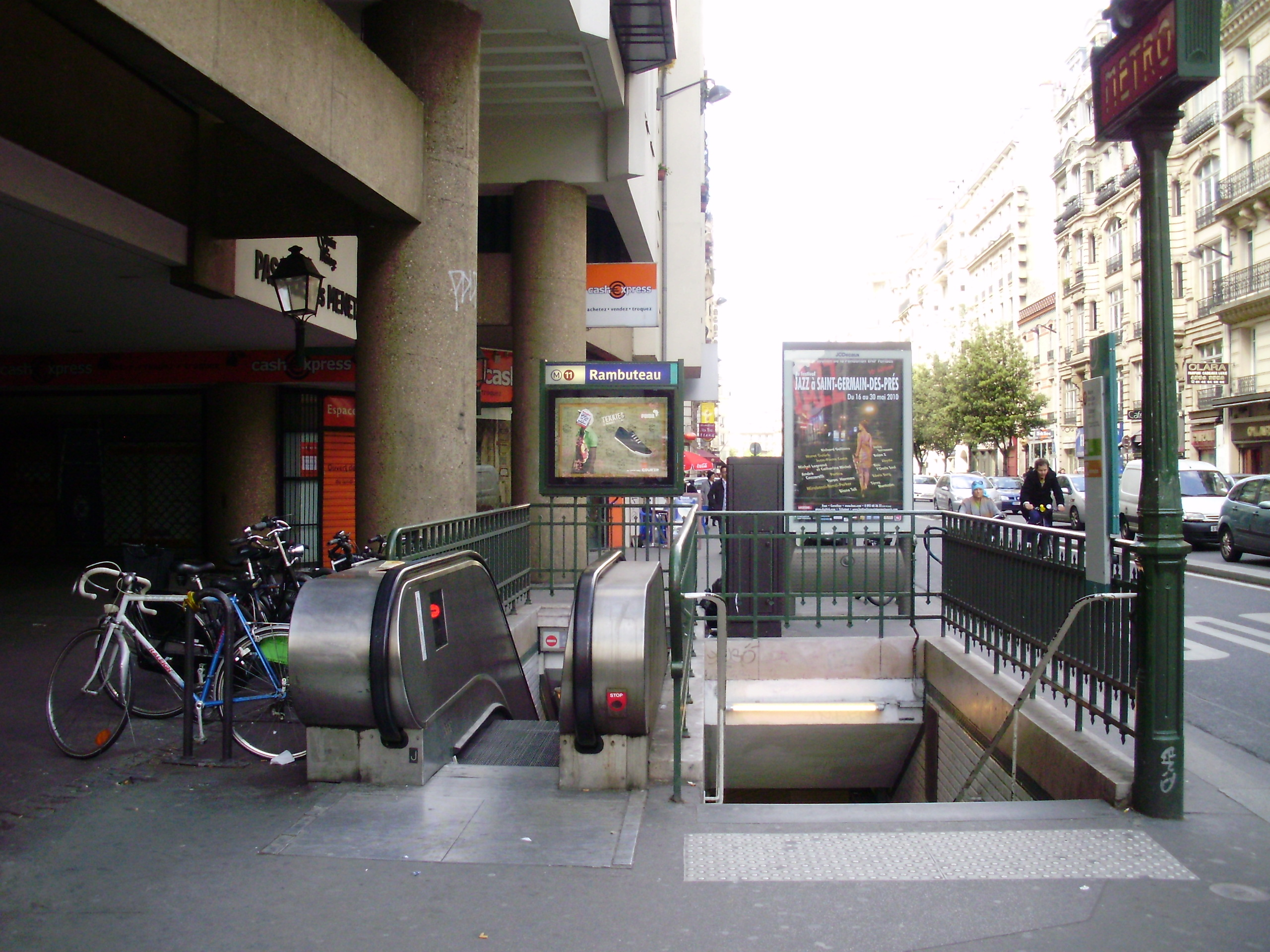
Лестничный сход с эскалатором
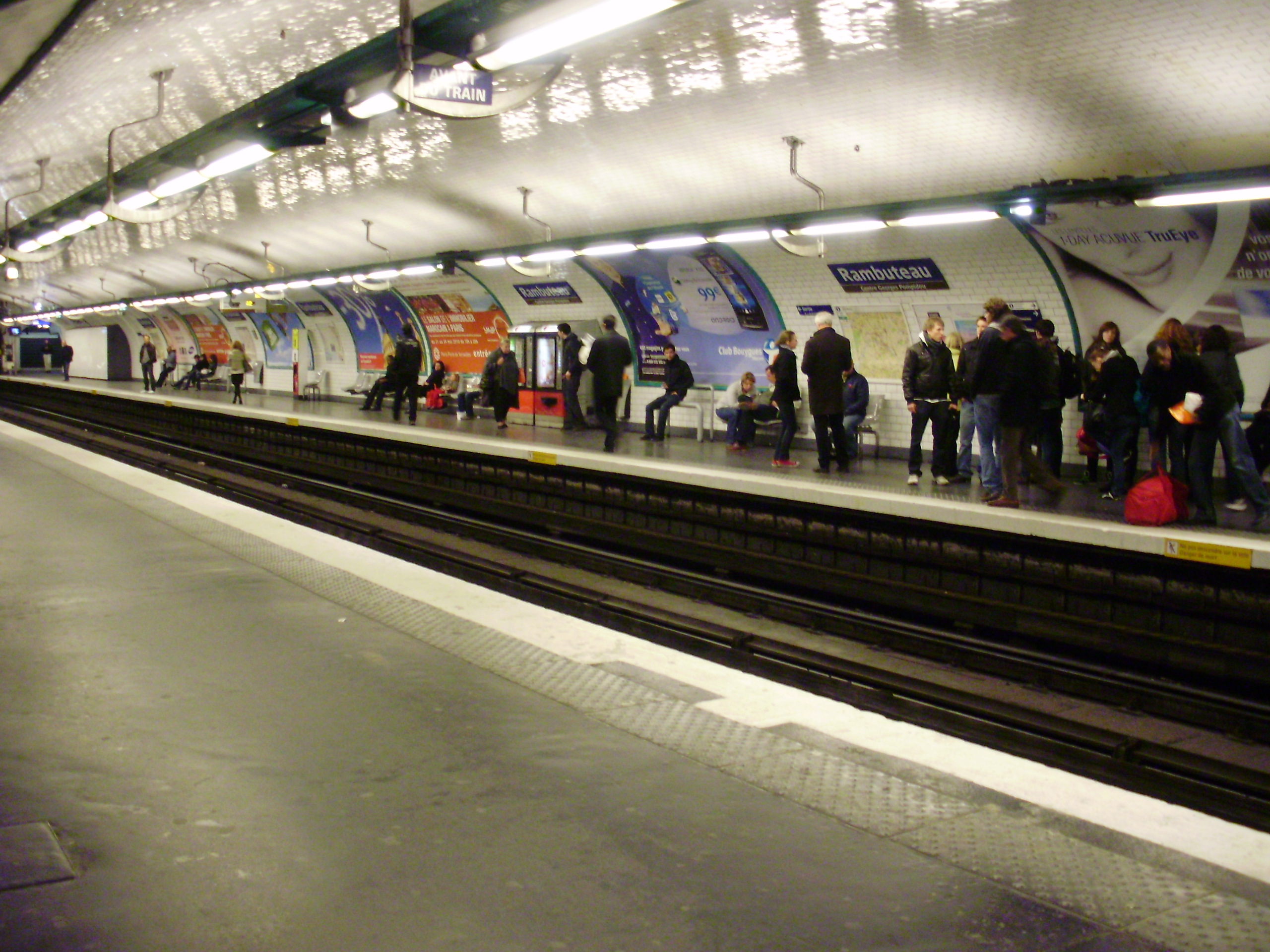
Платформы

## Путевое развитие
На середине перегона Рамбюто — Арз-э-Метье начинается служебная соединительная ветвь на линию 3, по которой потенциально возможен поворот при движении со стороны Шатле в направлении станции Реомюр — Севастополь, но не используется по причине разного хода на соединяемых линиях.